# Dagisthée
Dagisthée, Dagistheus ou Dagisthaeus (en grec : Δαγισθαῖος, Dagisthaîos) est un général byzantin actif sous Justinien, au VIe siècle.

## Biographie

Le royaume de Lazique avec la ville de Petra au sud.

Il apparaît dans les sources[Lesquels ?] en 548, quand il est nommé maître des milices d'Arménie dans le cadre de la guerre lazique. Le royaume de Lazique fait alors l'objet d'une lutte d'influence entre l'Empire byzantin, dont il est un protectorat, et les Sassanides dirigés par Chosroès Ier. Dans les années 540, la rivalité entre les deux empires se focalise sur cette région. Quand Dagisthée arrive, il doit soutenir Gubazès II, le roi de Lazique, qui a renoncé à son alliance avec les Perses pour revenir dans le giron byzantin. Le général commande une force de 8 000 hommes pour défendre le territoire face à la pression sassanide.
Procope de Césarée est particulièrement sévère à son égard. Il estime « qu'il est tout à fait incapable de mener une guerre contre les Perses ». Il tente d'abord de faire le siège de Pétra durant quatre mois, sans réussite alors que la cité n'est défendue que par 1 500 hommes. Toujours selon Procope, il croit tellement en sa victoire qu'il envoie une lettre à l'empereur dans laquelle il lui fait part de ce qu'il mériterait comme récompense. Toutefois, face à l'arrivée de l'armée perse de Mihr-Mihroe, comprenant 30 000 hommes, il doit se replier car il a pris un soin insuffisant à garder les cols entre l'Ibérie et la Lazique, seulement surveillés par une centaine d'hommes. Pour autant, le général perse ne tarde pas à repartir après avoir sécurisé Petra, et Dagisthée, associé à Gubazès, s'impose face aux 5 000 Perses, commandés par Fariburz et laissés en arrière-garde dans la région. De nouveau, il remporte un succès sur les bords de l'Hippis sans parvenir à empêcher l'approvisionnement de la forteresse de Petra. Du fait de son incapacité à prendre ce bastion, il est remplacé par Bessas et arrêté car il est soupçonné d'avoir collaboré avec l'ennemi, apparemment à la suite d'une accusation par les Laziques,.
Vers 551, les charges contre Dagisthée sont abandonnées et il est libéré, puis envoyé combattre les Ostrogoths en Italie, sous le commandement de Narsès. Il est l'un des généraux de l'aile droite de l'armée byzantine au cours de la bataille de Taginae, qui débouche sur la défaite des Goths et la mort de Totila. Il joue ensuite un rôle important dans la reprise de Rome, Procope notant que si Bessas a perdu Rome et repris Petra, Dagisthée n'a pas réussi à prendre Petra mais s'est emparé de Rome.